# (167018) Csontoscsaba
(167018) Csontoscsaba est un astéroïde de la ceinture principale.

## Description
(167018) Csontoscsaba est un astéroïde de la ceinture principale. Il fut découvert le 23 août 2003 à Piszkesteto par Krisztián Sárneczky. Il présente une orbite caractérisée par un demi-grand axe de 2,44 UA, une excentricité de 0,18 et une inclinaison de 1,8° par rapport à l'écliptique.

## Compléments